# Phyllanthus niruri
Espèce
Phyllanthus niruri est une espèce de plantes à fleurs de la famille des Phyllanthaceae. Elle croît dans les zones côtières des régions tropicales. Elle est proche des euphorbes.

## Description
Phyllanthus niruri est une petite herbe annuelle à tiges dressées, de 30 à 60 cm de hauteur. Après écorchure, la tige laisse échapper un latex translucide. Elle se ramifie rapidement pour laisser place à des sortes de tiges composées à folioles alternes. Les feuilles, à petit pétiole, sont alternes, simples, fragiles, glauques. Les fleurs femelles, petites, 2 mm de long, blanchâtres au cœur jaune, possèdent 5 sépales axillaires. Les fleurs mâles, 0,5 mm de long, possèdent 3 étamines sessiles.

## Classification
Phyllanthus niruri appartient à la famille des Phyllanthaceae.

## Utilisation
Phyllanthus niruri est parfois utilisée pour traiter l'hépatite B, mais une revue Cochrane de 2011 a conclu que cette utilisation n'était pas supportée par les données disponibles.

## Liste des sous-espèces et variétés
Selon Catalogue of Life (7 août 2014) et World Checklist of Selected Plant Families (WCSP) (7 août 2014) :
- sous-espèce Phyllanthus niruri subsp. lathyroides (Kunth) G.L.Webster (1955)
- sous-espèce Phyllanthus niruri subsp. niruri

Selon The Plant List (7 août 2014) :
- sous-espèce Phyllanthus niruri subsp. lathyroides (Kunth) G.L.Webster

Selon Tropicos (7 août 2014) (Attention liste brute contenant possiblement des synonymes) :
- sous-espèce Phyllanthus niruri subsp. lathyroides (Kunth) G.L. Webster
- sous-espèce Phyllanthus niruri subsp. niruri
- variété Phyllanthus niruri var. amarus (Schumach. & Thonn.) Leandri
- variété Phyllanthus niruri var. baronianus (Leandri) Leandri
- variété Phyllanthus niruri var. debilis Müll. Arg.
- variété Phyllanthus niruri var. genuinus Beille
- variété Phyllanthus niruri var. javanicus Müll. Arg.
- variété Phyllanthus niruri var. niruri
- variété Phyllanthus niruri var. radicans Müll. Arg.
- variété Phyllanthus niruri var. scabrellus Müll. Arg.
- variété Phyllanthus niruri var. tenuicaulis (Müll. Arg.) Griseb.